# Forlandet nationalpark

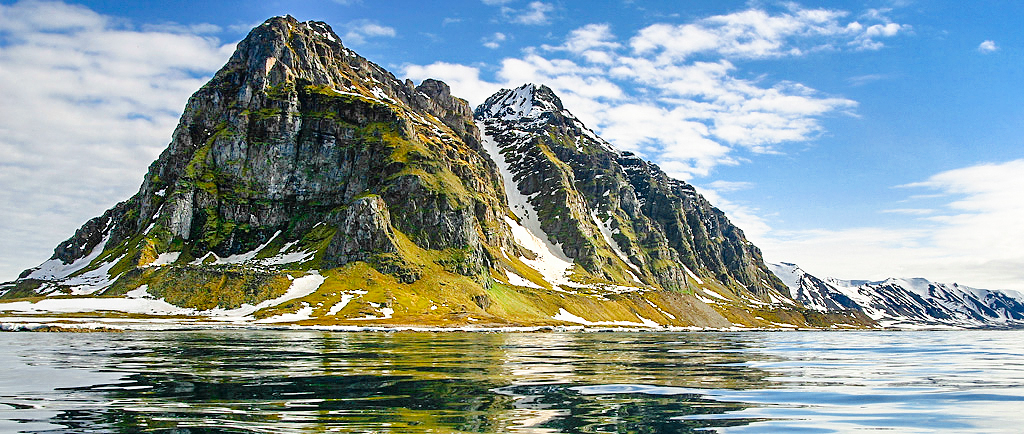
Prins Karls Forlands nordspets

Forlandet nationalpark är en norsk nationalpark i Svalbard och omfattar hela ön Prins Karls Forland. Den inrättades den 1 juni 1973 och täcker 4 626,89 km².

## Geografi, landskap och geologi
Ön är långsträckt och delas nästan i två av Forlandssletta. I norr ligger en alpin fjällkedja med spetsiga toppar, västsidan har stora sandytor och östsidan vilda och branta glaciärer som på flera platser går ända ned till havet.

## Flora och fauna
Området är kärnområde för världens nordligaste bestånd av knubbsäl och här finns även världens nordligaste häckande bestånd av sillgrissla.

## Kulturminnen
Det finns flera kulturminnen efter norsk och rysk jakt och valfångst.

## Bildgalleri

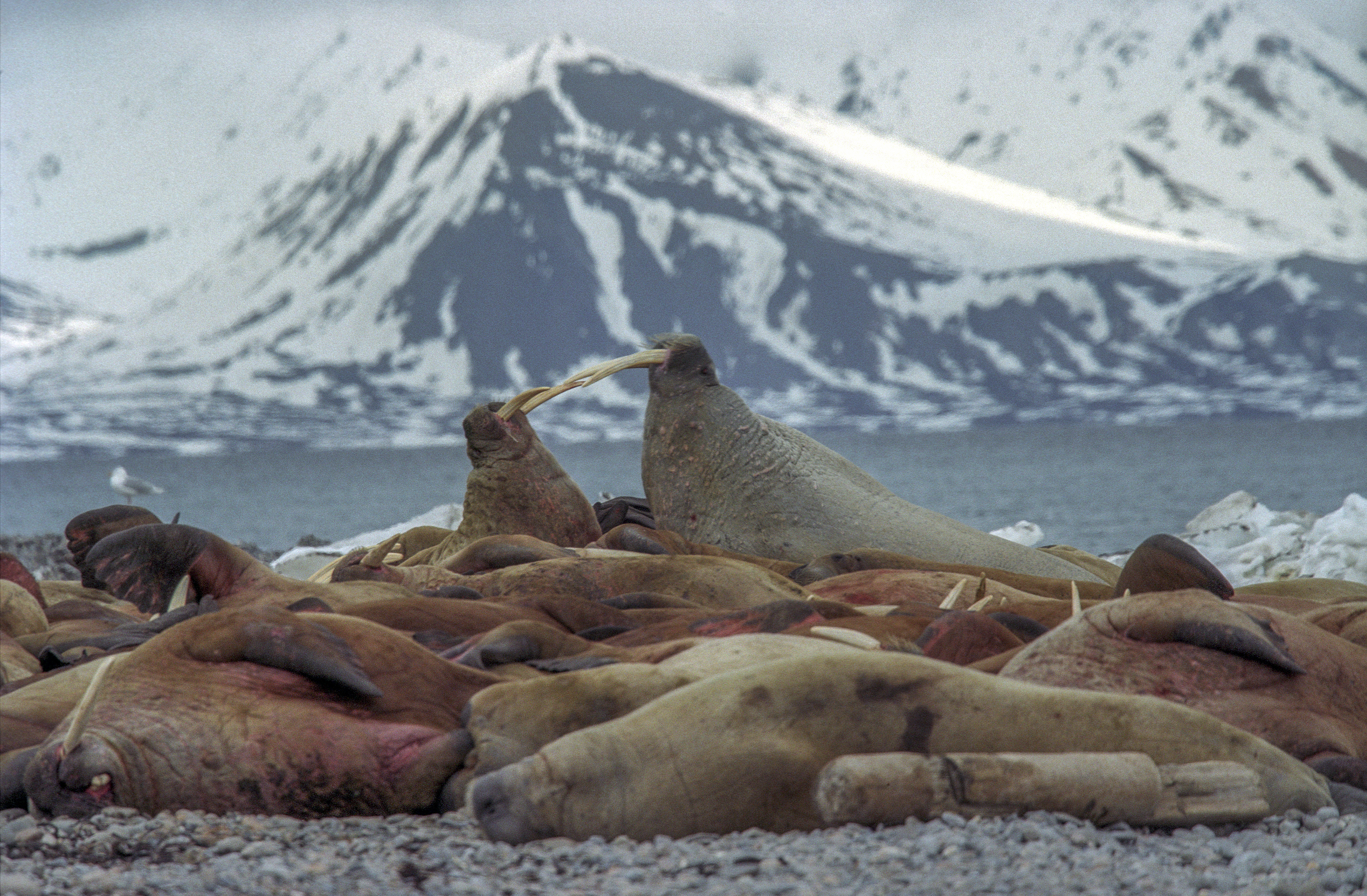
Valrosskoloni på Prins Karls Forland
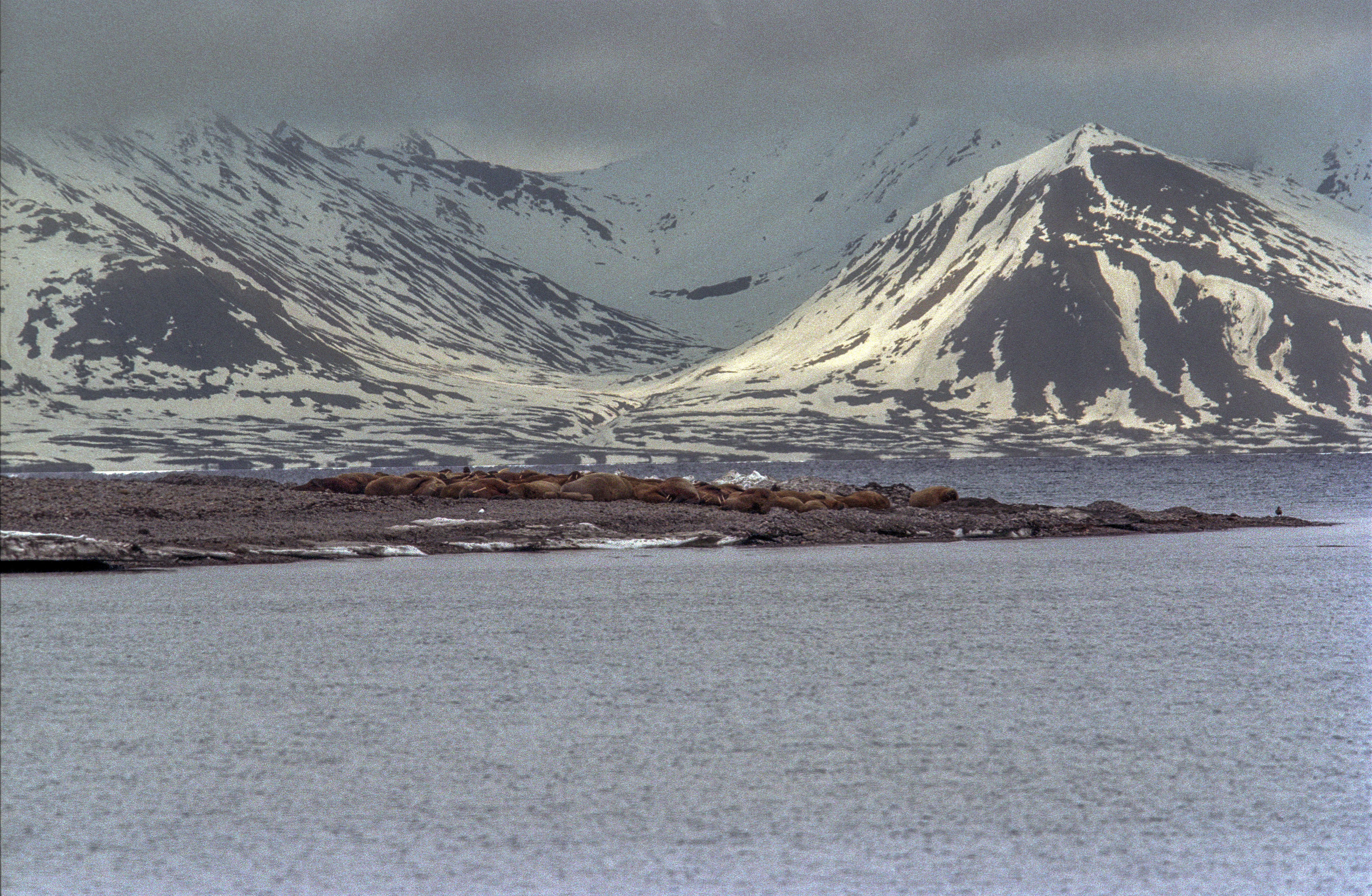
Valrosskoloni på Prins Karls Forland